# Zorra (Ontário)

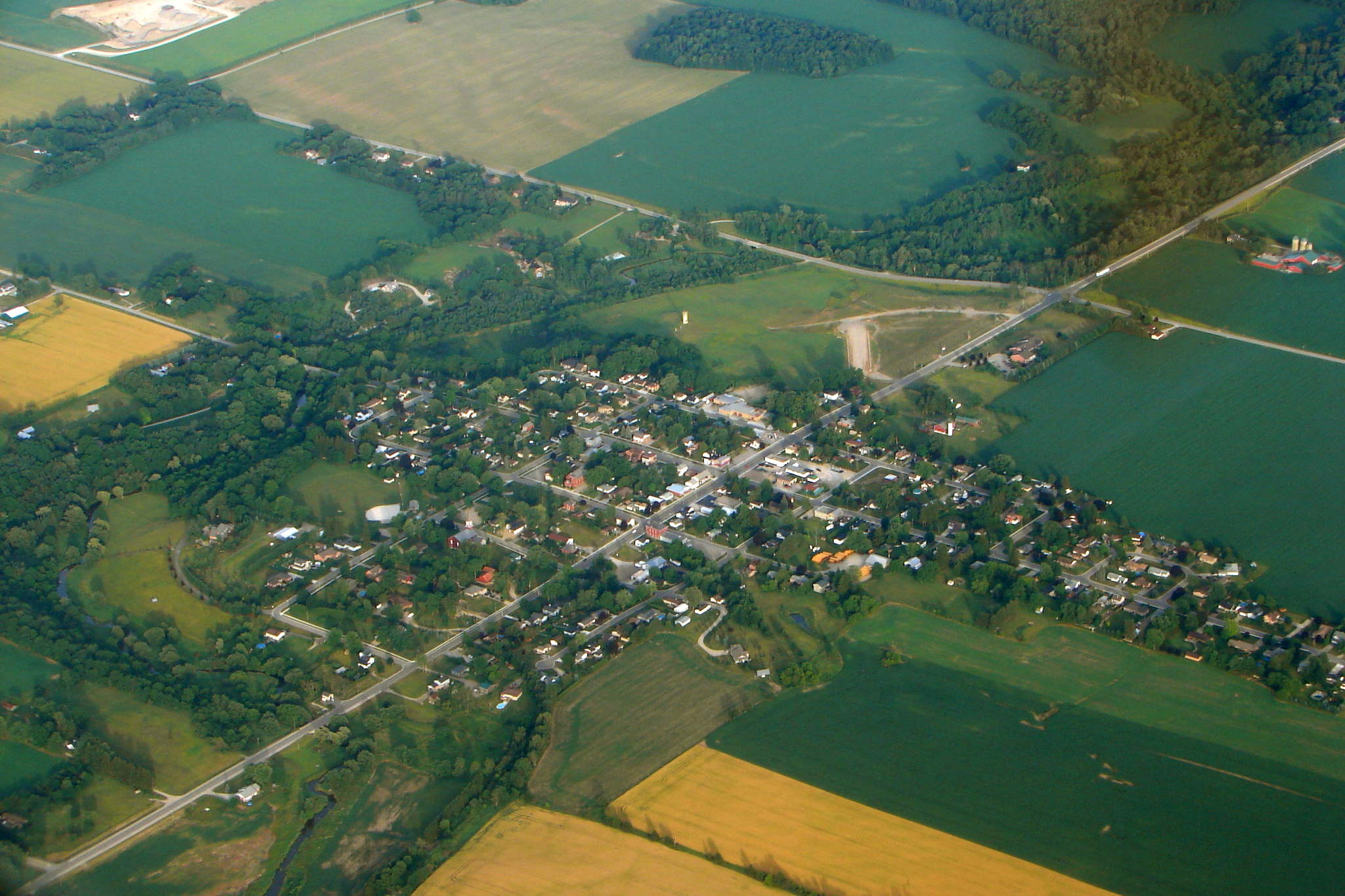
Embro

Zorra é uma cidade localizada no Condado de Oxford, situada no sudoeste de Ontário, Canadá. Com uma população predominantemente rural, Zorra foi fundada em 1975 através de uma fusão de alguns municípios do Canadá.